# Мисюрка
Мисю́рка, ша́пка мисю́рская (от араб. مصر‎ — «Миср» — Египет), Мисюрская шапка, Мисюра — воинская шапка, с железною маковкою или теменем (навершие) и сеткою (кольчуга), тип шлема.

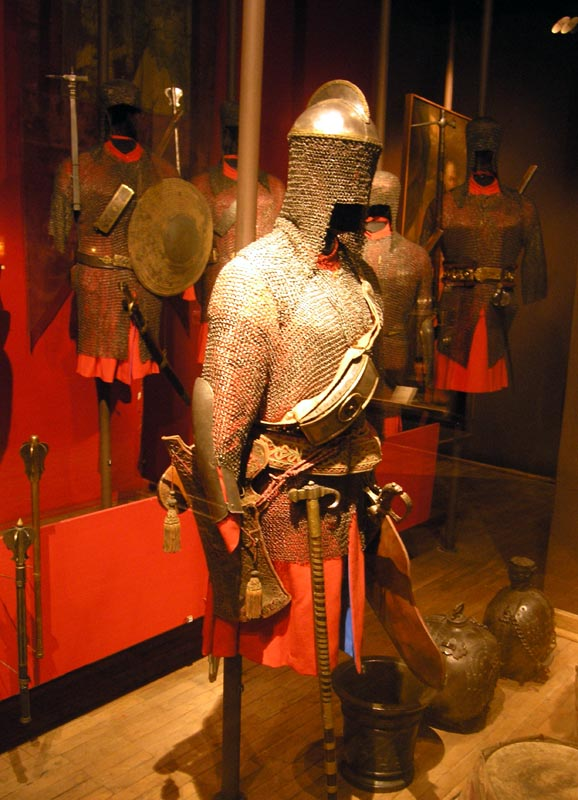
Польская мисюрка-прилбица с гребнем

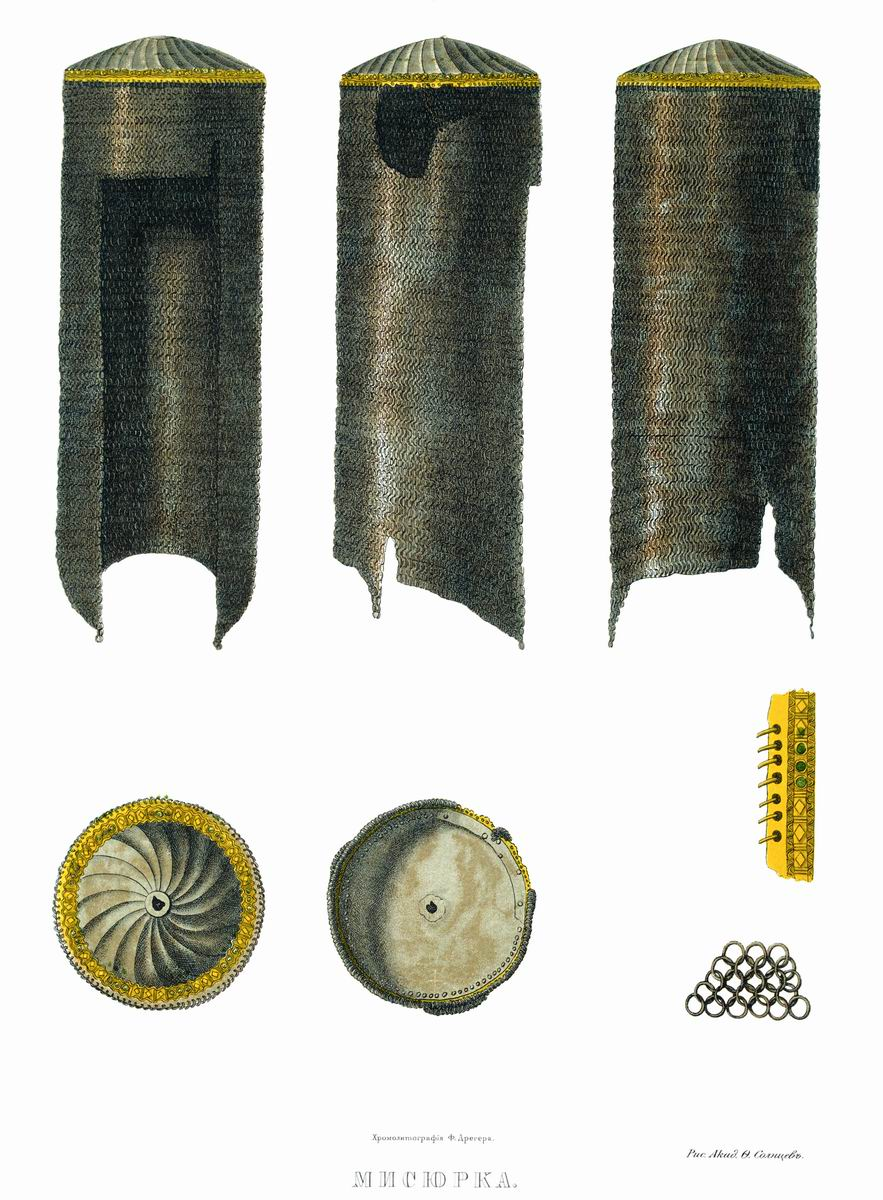
Мисюрка-наплешник

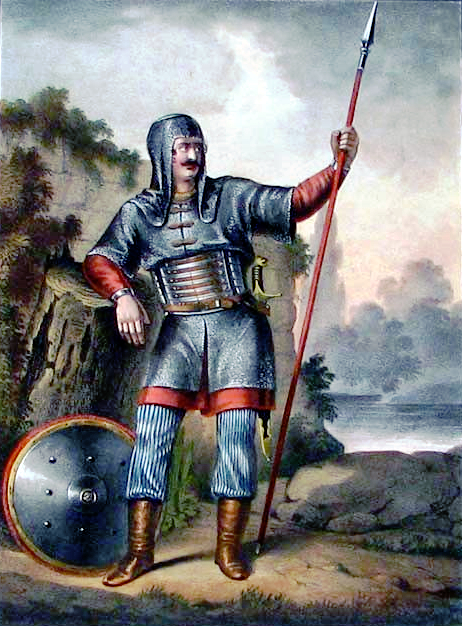
Ратник в юшмане и в мисюрке.

Мисюрки делались из железа или из стали, представляли собой небольшой шлем, к краям которого обязательно крепилась кольчужная бармица, которая достигала большой длины и полностью или частично закрывала лицо, шею, плечи. Изредка к бармице могли крепиться науши. По типу наголовья делились на два типа:
- Мисюрки-прилбицы — тулья преимущественно полусферическая, доходила до лба. Некоторые шлемы украшались репьём, шпилем или гребнем, повышавшим к тому же защитные функции. Названы так Висковатовым по аналогии с прилбицами.
- Мисюрки-наплешники — наголовье представляло собой круглую чуть выпуклую металлическую пластину в форме миски (сферического сегмента), называвшейся «черепом». Некоторые наплешники были лишены наголовья — голову покрывала та же бармица, так что это был, скорее, не шлем, а кольчужный капюшон. [7]

В Западной Азии подобные шлемы встречаются примерно с XIV века, где позднее и были наиболее распространены. Особенной популярностью пользовались в Турции. Немного позднее попадает на Кавказ, Русь, Венгрию, Индию. На Руси используется до XVII века, но встречается редко, являясь наиболее дешёвым, кроме «бумажных шапок», типом шлема. В Польшу попадает в XVI и сохраняется до середины XVIII века. А на Кавказе — даже до второй половины XIX века.
На многих мисюрках спереди имеется бармица, которая, казалось бы, должна закрывать глаза. Но ниже идёт открытая прямоугольная область, так что, казалось бы, она должна быть на уровне рта. Дело в том, что такие мисюрки надевались поверх довольно высокой амортизирующей подшлемной шапки, так что бармица глаза не закрывала. Впрочем, через кольчужную сетку тоже можно было смотреть.
Мисюрки предназначались для защиты, в основном, от режущих ударов. В большинстве своём снабжались подкладками или стёгаными шапками, чтобы обеспечить амортизацию удара. Поэтому от не очень сильного удара саблей могли уберечь, но против более тяжёлого оружия давали плохую защиту.